# Marija Wladimirowna Borissenko
Marija Wladimirowna Borissenko (russisch Мария Владимировна Бородакова, englische Transkription: Maria Vladimirovna Borisenko; * 8. März 1986 in Gorki als Marija Wladimirowna Borodakowa) ist eine russische Volleyballspielerin. Sie wurde zweimal Weltmeister und nahm an den Olympischen Spielen 2012 teil.

## Karriere
Borissenko begann ihre Karriere 2001 bei Stinol Lipezk. Von 2002 bis 2004 gehörte sie zur russischen Junioren-Nationalmannschaft und nahm an diversen Nachwuchsturnieren teil. 2004 wechselte sie zu VK Dynamo Moskau. In ihrer ersten Saison in Moskau wurde sie russischer Vizemeister. Außerdem debütierte die Mittelblockerin 2005 in der A-Nationalmannschaft, mit der sie bei der Europameisterschaft den dritten Platz belegte. 2006 wurde sie russischer Meister und stand mit Dynamo im Finale des Top Teams Cup gegen Asystel Volley Novara. Mit Russland erreichte sie den zweiten Platz im Grand Prix. Anschließend wurde sie in Japan durch einen Sieg gegen Brasilien erstmals Weltmeisterin. Nach der Titelverteidigung in der Liga erreichte sie 2007 das Finale der Champions League gegen Foppapedretti Bergamo. Bei der EM 2007 wurde sie mit Russland wieder Dritter.
2008 reichte es in der russischen Meisterschaft nur zum zweiten Platz, bevor Borissenko mit Moskau 2009 wieder den Titel gewann und außerdem zum zweiten Mal ins Champions-League-Finale kam, das erneut gegen Bergamo verloren ging. Die Nationalmannschaft wurde Zweiter im Grand Prix 2009. 2009/10 spielte die Mittelblockerin ein Jahr in der Türkei bei Eczacıbaşı Istanbul und wurde Dritter in der Liga. Anschließend kehrte sie in die heimische Liga zurück und gewann mit ihrem neuen Verein VK Dynamo Kasan den russischen Pokal. Bei der WM in Japan gelang ihr mit Russland durch ein 3:2 gegen Brasilien die Titelverteidigung. 2011 und 2012 siegte sie mit Kasan in der nationalen Meisterschaft. In London nahm sie an den Olympischen Spielen 2012 teil und belegte dort nach dem Aus im Viertelfinale den fünften Rang.